# باربرا ماكلين
باربرا ماكلين (بالإنجليزية: Barbara McLean)‏ هي مونتيرة أمريكية، ولدت في 16 نوفمبر 1903 في باليسادس بارك في الولايات المتحدة، وتوفيت في 28 مارس 1996 في شاطئ نيوبورت في الولايات المتحدة.

## وصلات خارجية
- باربرا ماكلين على موقع IMDb (الإنجليزية)
- باربرا ماكلين على موقع ألو سيني (الفرنسية)
- باربرا ماكلين على موقع ألو سيني (الفرنسية)
- باربرا ماكلين على موقع أول موفي (الإنجليزية)
- باربرا ماكلين على موقع قاعدة بيانات الأفلام السويدية (السويدية)
- باربرا ماكلين على موقع قاعدة بيانات الفيلم (الإنجليزية)
- باربرا ماكلين على موقع كينوبويسك (الروسية)